# Kiro Race Co
A Kiro Race Co, atualmente competindo como Cupra Kiro, é uma equipe estadunidene de automobilismo que disputa a Fórmula E, campeonato este que é organizado pela Federação Internacional de Automobilismo (FIA). A equipe foi formada a partir da aquisição da ERT Formula E Team pela empresa de investimentos The Forest Road Company e fará sua estreia na Fórmula E na temporada de 2024–25.

## História
Esta equipe foi criada sob o nome de China Racing Formula E Team para disputar a temporada inaugural da Fórmula E. Em 2015, durante a disputa da temporada, o nome e a marca "China Racing" foram extintos e substituídos pela marca NextEV. Com a equipe sendo renomeada para NEXTEV TCR Formula E Team. A equipe terminou a primeira temporada no quarto lugar da classificação do Campeonato de Equipes, enquanto seu piloto Nelson Piquet Jr. conquistou o título do Campeonato de Piloto.
Em 2016, a NextEV adquiriu toda a equipe, que, na época, ainda era parcialmente propriedade da Team China Racing (daí a parte "TCR" em seu nome). Para a temporada de 2016–17, a equipe alterou seu nome para "NextEV NIO Formula E Team", devido a introdução da nova marca "NIO", para refletir a renomeação da fabricante chinesa de automóveis NextEV para Nio. Com a equipe abandonando a marca NextEV na 2017–18, e passando a se chamar NIO Formula E Team.
Em julho de 2019, a equipe passou por uma mudança de propriedade após ser adquirida pela Lisheng Sports e Gusto Engineering, empresas da China e Hong Kong, respectivamente. Em 10 de setembro de 2019, foi revelada a lista definitiva de inscritos para a temporada de 2019–20, na qual a equipe foi listada sob o nome "NIO 333 FE Team". Porém, a Nio permaneceu ligada a equipe como patrocinadora, com o novo nome da equipe ainda incluindo a marca da fabricante chinês de veículos elétricos. A equipe, faz uma pequena alteração em seu nome para a temporada de 2022–23 sob o nome NIO 333 Racing.
Antes dos testes de pré-temporada, em 20 de outubro de 2023, foi anunciado que a equipe havia sido transformada na ERT Formula E Team para a temporada de 2023–24, após receber novos investimentos e mudar de marca para "Electric Racing Technology" (ERT), porém os novos investidores não quiseram ser nomeados publicamente.
Em 10 de outubro de 2024, foi anunciado que a equipe ERT Formula E Team havia sido comprada pela empresa estadunidense de investimentos The Forest Road Company e transformada na Kiro Race Co — Kiro significa "luz brilhante" em vários idiomas — para competir na Fórmula E a partir da temporada de 2024–25, essa aquisição pela Forest Road foi concluída no início daquele mês. O capital para a aquisição foi fornecido por David Kaplan e Bennett Rosenthal, cofundadores da Ares Management. Rosenthal também atua como principal proprietário administrativo e diretor do time de futebol Los Angeles FC. Kaplan passou a atuar como sócio-gerente da nova equipe. A equipe manteve sua base em Silverstone e Alex Hui como chefe da equipe, mas passou a competir sob uma licença estadunidense e, também, deixando de fabricar seu próprio trem de força, firmando um acordo com a Porsche para usar seus trens de força desenvolvidos para a temporada de 2023–24, assim a Kiro competirá com um carro designado separadamente, que foi nomeado de "Porsche 99X Electric WCG3", em oposição ao "Porsche 99X Electric" com o qual as equipes de fábrica da Porsche e da Andretti competirão.
A equipe manteve Dan Ticktum e substituiu Sérgio Sette Câmara por David Beckmann para a disputa da temporada de 2024-25.
Antes do fim de semana da abertura da temporada, o ePrix de São Paulo, a Cupra fechou uma parceria com a Kiro Race Co para a equipe entrar na temporada como Cupra Kiro. A Cupra fez parceria anteriormente com a Abt nas duas últimas temporadas do campeonato.
Em fevereiro de 2025, foi anunciado que o ator e diretor Idris Elba havia se tornado investidor da equipe, juntamente com os donos de grandes times esportivos como: Tony Ressler (Atlanta Hawks), Larry Berg e Shaun Neff (Los Angeles Football Club); os negociadores de mídia Navid Mahmoodzagedan, Steve Bornstein (Genius Sports) e Rick Hess (Evolution Media); e os consultores estratégicos Jeffrey Assaf, Caleb Kramer e Michael Woronoff.

## Resultados
(legenda) (resultados em negrito indicam pole position; resultados em itálico indicam volta mais rápida)
| 2023–24: ERT Formula E Team | 2023–24: ERT Formula E Team | 2023–24: ERT Formula E Team | 2023–24: ERT Formula E Team | 2023–24: ERT Formula E Team | 2023–24: ERT Formula E Team | 2023–24: ERT Formula E Team | 2023–24: ERT Formula E Team | 2023–24: ERT Formula E Team | 2023–24: ERT Formula E Team | 2023–24: ERT Formula E Team | 2023–24: ERT Formula E Team | 2023–24: ERT Formula E Team | 2023–24: ERT Formula E Team | 2023–24: ERT Formula E Team | 2023–24: ERT Formula E Team | 2023–24: ERT Formula E Team | 2023–24: ERT Formula E Team | 2023–24: ERT Formula E Team | 2023–24: ERT Formula E Team | 2023–24: ERT Formula E Team | 2023–24: ERT Formula E Team | 2023–24: ERT Formula E Team | 2023–24: ERT Formula E Team | 2023–24: ERT Formula E Team |
| Ano                         | Nome                        | Chassi                      | Trem de força               | Pneu                        | N.°                         | Piloto                      | 1                           | 2                           | 3                           | 4                           | 5                           | 6                           | 7                           | 8                           | 9                           | 10                          | 11                          | 12                          | 13                          | 14                          | 15                          | 16                          | Pontos da Equipe            | Pos. da Equipe              |
| --------------------------- | --------------------------- | --------------------------- | --------------------------- | --------------------------- | --------------------------- | --------------------------- | --------------------------- | --------------------------- | --------------------------- | --------------------------- | --------------------------- | --------------------------- | --------------------------- | --------------------------- | --------------------------- | --------------------------- | --------------------------- | --------------------------- | --------------------------- | --------------------------- | --------------------------- | --------------------------- | --------------------------- | --------------------------- |
| 2024–25                     | Kiro Race Co                | Spark Gen3                  | Porsche 99X Electric WCG03  | H                           |                             |                             | SPL                         | MEX                         | GID                         | GID                         | MIA                         | MON                         | MON                         | TOQ                         | TOQ                         | XAN                         | XAN                         | JAC                         | BER                         | BER                         | LON                         | LON                         | 0*                          | º*                          |
| 2024–25                     | Kiro Race Co                | Spark Gen3                  | Porsche 99X Electric WCG03  | H                           | 3                           | David Beckmann              |                             |                             |                             |                             |                             |                             |                             |                             |                             |                             |                             |                             |                             |                             |                             |                             | 0*                          | º*                          |
| 2024–25                     | Kiro Race Co                | Spark Gen3                  | Porsche 99X Electric WCG03  | H                           | 33                          | Dan Ticktum                 |                             |                             |                             |                             |                             |                             |                             |                             |                             |                             |                             |                             |                             |                             |                             |                             | 0*                          | º*                          |

Notas
* Temporada ainda em andamento.
† – Não completaram a prova, mas foram classificados, pois concluíram 90% da prova.